# Mario Kart
Mario Kart är en spelserie som utvecklas och ges ut av Nintendo. Det första spelet var Super Mario Kart som kom ut 1992 till Super Nintendo Entertainment System, och sedan dess har det kommit ett Mario Kart-spel till alla Nintendos konsoler. Hittills har det släppts tio spel i serien, varav åtta räknas till huvudserien. Fem spel är för stationära konsoler och tre för bärbara konsoler samt två arkadspel. Den senaste installationen i serien är Mario Kart Live:Home Circuit till Nintendo Switch, som släpptes 16 oktober 2020.

## Gameplay
Alla spel i serien går ut på att tävla med kartar, eller andra billiknande fordon, på banor med teman från olika Mario-spel. 
På banorna finns bland annat föremålslådor (item boxes), vilka ger föremål som kan kastas eller läggas ut för att hindra motståndarna. Vissa föremåls syfte är dock inte att hindra motståndarna, utan istället att höja spelarens egen hastighet eller göra figuren osårbar.
I Mario Kart: Double Dash!! byttes de vanliga kartarna ut mot andra billiknande fordon, eftersom två spelare tävlar i samma kart. Andra billiknande kartar kom senare att användas även i de efterföljande spelen. I Mario Kart Wii tillkom även motorcyklar, men dessa togs bort igen till Mario Kart 7 för att sedan återvända i Mario Kart 8. I de två sistnämnda fick samtliga fordon även en propeller för att kunna köra under vatten, samt ett segel för att kunna flyga genom luften. I dessa två spel finns heller inga färdiga kartar, utan spelaren får designa egna genom att kombinera olika karosser, däck och segel. Mario Kart 8 var det första spelet, och det enda hittills, att erbjuda antigravitationskörning och som har ATV-fordon (All Terrain Vehicle).
De flesta Mario Kart spel har så kallade "Shortcuts". De är till för att hjälpa spelarna att klara ett lopp snabbare. Det finns vanliga korta shortcuts som oftast ger en några sekunders försprång, medan Ultra shortcuts kan spara minuter.

## Spel
| Spel                          | Konsol                              | Datum      | Datum      | Datum      | Datum      |
| ----------------------------- | ----------------------------------- | ---------- | ---------- | ---------- | ---------- |
| Super Mario Kart              | Super Nintendo Entertainment System | 1993-01-21 | 1992-09-?? | 1992-08-27 | ej släppt  |
| Mario Kart 64                 | Nintendo 64                         | 1997-06-24 | 1997-02-10 | 1996-12-14 | ej släppt  |
| Mario Kart: Super Circuit     | Game Boy Advance                    | 2001-09-14 | 2001-08-26 | 2001-07-21 | ej släppt  |
| Mario Kart: Double Dash!!     | Nintendo GameCube                   | 2003-11-14 | 2003-11-17 | 2003-11-07 | 2003-11-19 |
| Mario Kart Arcade GP          | Arkad                               | ej släppt  | 2005-10-?? | 2005-??-?? | ej släppt  |
| Mario Kart Arcade GP 2        | Arkad                               | 2008-??-?? | 2008-??-?? | 2007-03-?? | 2007-??-?? |
| Mario Kart Arcade GP DX       | Arkad                               |            |            |            |            |
| Mario Kart DS                 | Nintendo DS                         | 2005-11-25 | 2005-11-14 | 2005-12-08 | 2005-11-17 |
| Mario Kart Wii                | Nintendo Wii                        | 2008-04-11 | 2008-04-27 | 2008-04-10 | 2008-04-24 |
| Mario Kart 7                  | Nintendo 3DS                        | 2011-12-02 | 2011-12-04 | 2011-12-01 | 2011-12-03 |
| Mario Kart 8                  | Nintendo Wii U                      | 2014-05-30 | 2014-05-30 | 2014-05-29 | 2014-05-31 |
| Mario Kart 8 Deluxe           | Nintendo Switch                     | 2017-04-28 | 2017-04-28 | 2017-04-28 | 2017-04-28 |
| Mario Kart Tour               | Android, iOS                        | 2019-09-25 | 2019-09-25 | 2019-09-25 | 2019-09-25 |
| Mario Kart Live: Home Circuit | Nintendo Switch                     | 2020-10-16 | 2020-10-16 | 2020-10-16 | 2020-10-16 |

## Spelfigurer
I Mario Kart Arcade GP och Mario Kart Arcade GP 2 blandades Mario-karaktärerna med Pac-Man-karaktärer, varför de båda spelen inte ingår i denna tabell.
| Karaktär                   | SMK | MK64 | MKSC | MKDD | MKDS | MKW | MK7 | MK8 | MK8D | MKT | MKLHC |
| -------------------------- | --- | ---- | ---- | ---- | ---- | --- | --- | --- | ---- | --- | ----- |
| Baby Daisy                 |     |      |      |      |      |     |     |     |      |     |       |
| Baby Luigi                 |     |      |      |      |      |     |     |     |      |     |       |
| Baby Mario                 |     |      |      |      |      |     |     |     |      |     |       |
| Baby Peach                 |     |      |      |      |      |     |     |     |      |     |       |
| Baby Rosalina              |     |      |      |      |      |     |     |     |      |     |       |
| Birdo                      |     |      |      |      |      |     |     |     |      |     |       |
| Bowser                     |     |      |      |      |      |     |     |     |      |     |       |
| Bowser Jr.                 |     |      |      |      |      |     |     |     |      |     |       |
| Cat Peach                  |     |      |      |      |      |     |     | 2   |      |     |       |
| Daisy                      |     |      |      |      |      |     |     |     |      |     |       |
| Diddy Kong                 |     |      |      |      |      |     |     |     |      |     |       |
| Donkey Kong                |     |      |      |      |      |     |     |     |      |     |       |
| Donkey Kong Jr.            |     |      |      |      |      |     |     |     |      |     |       |
| Dry Bones                  |     |      |      |      |      |     |     |     |      |     |       |
| Dry Bowser                 |     |      |      |      |      |     |     | 2   |      |     |       |
| Funky Kong                 |     |      |      |      |      |     |     |     |      |     |       |
| Honey Queen                |     |      |      |      |      |     |     |     |      |     |       |
| Iggy Koopa                 |     |      |      |      |      |     |     |     |      |     |       |
| Isabelle (Animal Crossing) |     |      |      |      |      |     |     | 2   |      |     |       |
| King Boo                   |     |      |      |      |      |     |     |     |      |     |       |
| Koopa Paratroopa           |     |      |      |      |      |     |     |     |      |     |       |
| Koopa Troopa               |     |      |      |      |      |     |     |     |      |     |       |
| Lakitu                     |     |      |      |      |      |     |     |     |      |     |       |
| Larry Koopa                |     |      |      |      |      |     |     |     |      |     |       |
| Lemmy Koopa                |     |      |      |      |      |     |     |     |      |     |       |
| Link                       |     |      |      |      |      |     |     | 2   |      |     |       |
| Ludwig von Koopa           |     |      |      |      |      |     |     |     |      |     |       |
| Luigi                      |     |      |      |      |      |     |     |     |      |     |       |
| Mario                      |     |      |      |      |      |     |     |     |      |     |       |
| Metal Mario                |     |      |      |      |      |     |     |     |      |     |       |
| Mii                        |     |      |      |      |      |     |     |     |      |     |       |
| Morton Koopa               |     |      |      |      |      |     |     |     |      |     |       |
| Pink Golden Peach          |     |      |      |      |      |     |     |     |      |     |       |
| Peach                      |     |      |      |      |      |     |     |     |      |     |       |
| Petey Piranha              |     |      |      |      |      |     |     |     |      |     |       |
| R.O.B.                     |     |      |      |      |      |     |     |     |      |     |       |
| Rosalina                   |     |      |      |      |      |     |     |     |      |     |       |
| Roy Koopa                  |     |      |      |      |      |     |     |     |      |     |       |
| Shy Guy                    |     |      |      |      | 1    |     |     |     |      |     |       |
| Tanooki Mario              |     |      |      |      |      |     |     | 2   |      |     |       |
| Toad                       |     |      |      |      |      |     |     |     |      |     |       |
| Toadette                   |     |      |      |      |      |     |     |     |      |     |       |
| Villager (Animal Crossing) |     |      |      |      |      |     |     | 2   |      |     |       |
| Waluigi                    |     |      |      |      |      |     |     |     |      |     |       |
| Wario                      |     |      |      |      |      |     |     |     |      |     |       |
| Wendy Koopa                |     |      |      |      |      |     |     |     |      |     |       |
| Wiggler                    |     |      |      |      |      |     |     |     |      |     |       |
| Yoshi                      |     |      |      |      |      |     |     |     |      |     |       |

1 Endast i DS Download Play.
2 Endast nedladdningsbart innehåll.